# Vincennes
Vincennes (francoska izgovorjava: [vɛ̃sɛn]) je občina v departmaju Val-de-Marne v vzhodnem predmestju Pariza v Franciji. Leži približno 7 km od središča Pariza. Vincennes je znan po svoji palači Château de Vincennes. Je poleg, vendar ne vključuje Bois de Vincennes, največji javni park v mestu, po katerem je dobil ime, ki je vezan na mesto Pariz.

## Zgodovina
Zgodovina mesta se začne v 12. stoletju, ko Ludvik VII. za kraj izbere za svojo lovsko rezidenco. Leta 1373 je Karel V. zgradil zunanje obzidje, kjer je živela služinčad.
Markiz de Sade je bil leta 1777 zaprt v trdnjavi Vincennes, kjer je ostal do februarja 1784, čeprav je leta 1778 pobegnil za nekaj več kot mesec dni. Nato so trdnjavo Vincennes zaprli in de Sada premestili v Bastiljo.
Leta 1821 je znani francoski pesnik Alfred de Vigny napisal svojo pesem La Prison, ki podrobno opisuje zadnje dni Moža z železno masko v Vincennesu.
Ministri Karla X. so bili po julijski revoluciji zaprti v trdnjavi Vincennes.
Leta 1849 je bil opravljen preizkus izuma Balle Minié Claude-Étienna Miniéja, ki se je izkazal za uspešnega in ga je leta kasneje sprejela francoska vojska.
Zjutraj 15. oktobra 1917 je francoski strelski vod v Vincennesu zaradi vohunjenja usmrtil slavno usodno žensko Mato Hari.
Leta 1929 je občina Vincennes izgubila približno polovico svojega ozemlja, ko je mesto Pariz priključilo Bois de Vincennes, katerega velik del je pripadal občini Vincennes.
Vincennes je bil tudi kraj nekaterih znanih evropskih kolonialnih razstav v 20. stoletju, na katerih so potekali sejmi, na katerih so bili predstavljeni artefakti iz nekdanjih evropskih kolonij.

## Administracija
Vincennes je sedež dveh kantonov: kanton Vincennes in kanton Fontenay-sous-Bois.
Je tudi občina v okrožju Nogent-sur-Marne, v departmaju Val-de-Marne v regiji Île-de-France. Ima 14 občin. Ima 510.395 prebivalcev (2019), njegova površina znaša 56,3 km².
Prav tako sodi v Métropole du Grand Paris (Veliko pariško metropolo) ali krajše Grand Paris.

## Znamenitosti
- Mesto je znano po kraljevi rezidenci Château de Vincennes iz 14. stoletja, povečanem v 17. stoletju. Na gradu je bil od leta 1777 do 1784 zaprt francoski aristokrat in pisatelj markiz de Sade.
- V starem kraljevem dvorcu je bila leta 1740 ustanovljena manufaktura porcelana, specializirana za imitacije meissenskega porcelana in naturalističnega cvetja, ki so ga vključevali v šopke pod vodstvom pariških marchands-mercierjev. Tovarna porcelana Vincennes je delovala do leta 1756, ko je bila proizvodnja prenesena v nove stavbe v Sèvresu, s čimer se je začela kariera svetovno znanega porcelana Sèvres (Manufacture nationale de Sèvres).
- Ima tudi veliko vojaško utrdbo, v kateri so zdaj nameščene različne vojaške službe. Ta utrdba in sosednja ravnica, znana kot »Poligon«, sta bila v zgodovini pomemben poligon za francosko oborožitev.
- Park Vincennski gozd gosti enega največjih zooloških vrtov v Parizu, od leta 1929 priključen Parizu, s čimer je občina izgubila polovico ozemlja.
- Vincennski velodrom (Vélodrome Jacques Anquetil - La Cipale) je bil zgrajen leta 1894 in postal središče uvodnega ceremoniala Poletnih olimpijskih iger 1900. Na njem so se odvijali dogodki v gimnastiki, kolesarstvu, kriketu, nogometu in ragbiju. Prav tako je bil stadion uporabljen tudi na Poletnih olimpijskih igrah 1924 kot prizorišče nogometnih in kolesarskih dogodkov. Med letoma 1968 in 1974 je bil velodrom končni cilj kolesarske dirke Tour de France.
- Mesto je tudi dom Historične službe obrambe (SHD), ki hrani arhivske zapise francoskih oboroženih sil.[6]

Leta 1933 je bila kiparju Georgesu Saupiqueju naročena izdelava enega od treh dessus-de-porte, ki naj bi bil postavljen nad vrata nove mestne hiše v Vincennesu salle des fêtes. Njegova kompozicija je vključevala alegorične figure, ki predstavljajo trgovino in industrijo, ki podpirajo grb Vincennesa.

## Pobratena mesta
Vincennes je pobraten z:
- Blackrock, Irska
- Castrop-Rauxel, Nemčija
- Lambeth, Združeno kraljestvo
- Montigny-le-Tilleul, Belgija
- Tomar, Portugalska
- Vincennes, ZDA

## Galerija
- Panoramski pogled na cerkev in mestno hišo Vincennes
- Glavni stolp srednjeveškega gradu Vincennes
- Park Vincennes jeseni
- Slavna skala živalskega vrta Vincennes